# Bolu (província)
Bolu é uma província (em turco: iller) do centro-noroeste da Turquia, situada na região (bölge) do Mar Negro (em turco: Karadeniz Bölgesi), com capital na cidade homónima. Tem 7 410 km² de área e em 2020 tinha 314 802 habitantes (densidade: 42,5 hab./km²).